# Boortsog

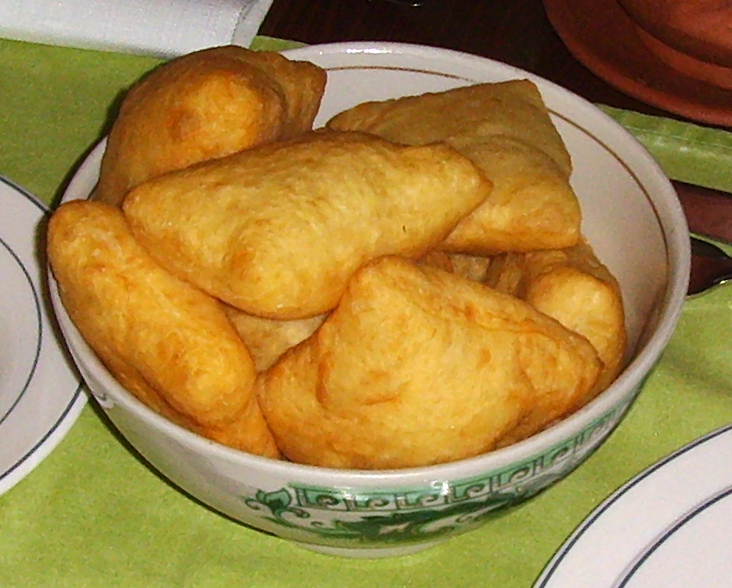
Baursaki

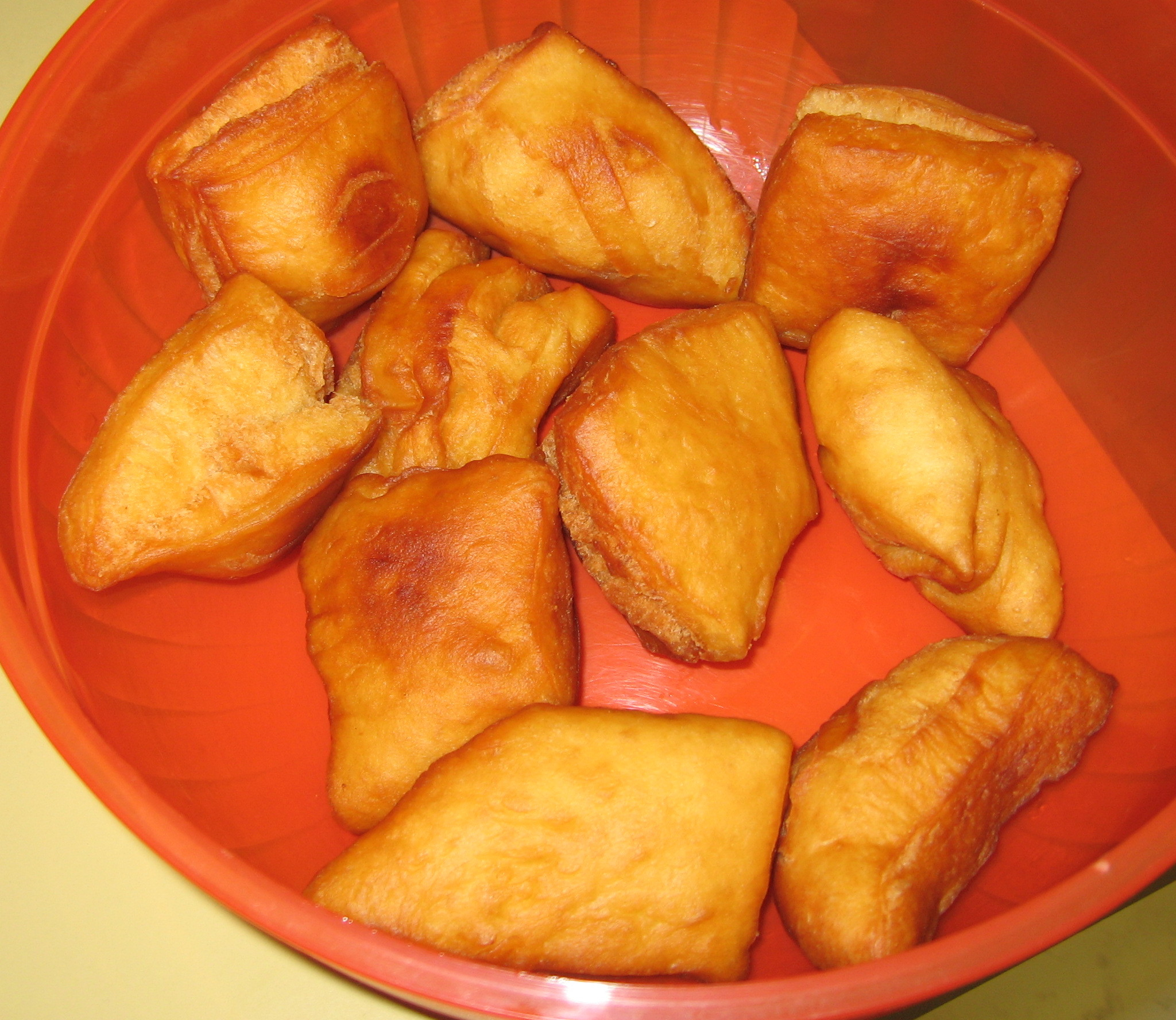
Boortsog casolans

Els boortsog, baursaki, boorsoq o bawırsaq (kazakh: бауырсақ IPA: [bɑwərsɑq], Kirguizstan: боорсок IPA: [bo ː rsóq], Mongol: боорцог IPA: [pɔ ː rts əq ʰ], tàrtar ciríl·lic: бавырсак, llatí: bawırsaq, Uzbek: bog'irsoq API: [bɒʁɨrsɒq]) són dolços amb base de massa de farina fregida i forma esfèrica o triangular típics de la gastronomia del Kazakhstan i Mongòlia, principalment. La massa es fa amb farina, llevat, llet, ous, margarina, sal, sucre i greix. Es solen menjar amb una sopa shurba.

## Preparació
La massa dels boortsog pot variar, segons es faci una massa simple o una altra de més cruixent i dolça. La manera típica del Kirguizstan inclou una part de mantega, set parts d'aigua i sis parts de llet, a més del llevat i la farina, mentre que altres receptes més complexes hi afegeixen ous i sucre. La massa també es pot fer amb kaymak.

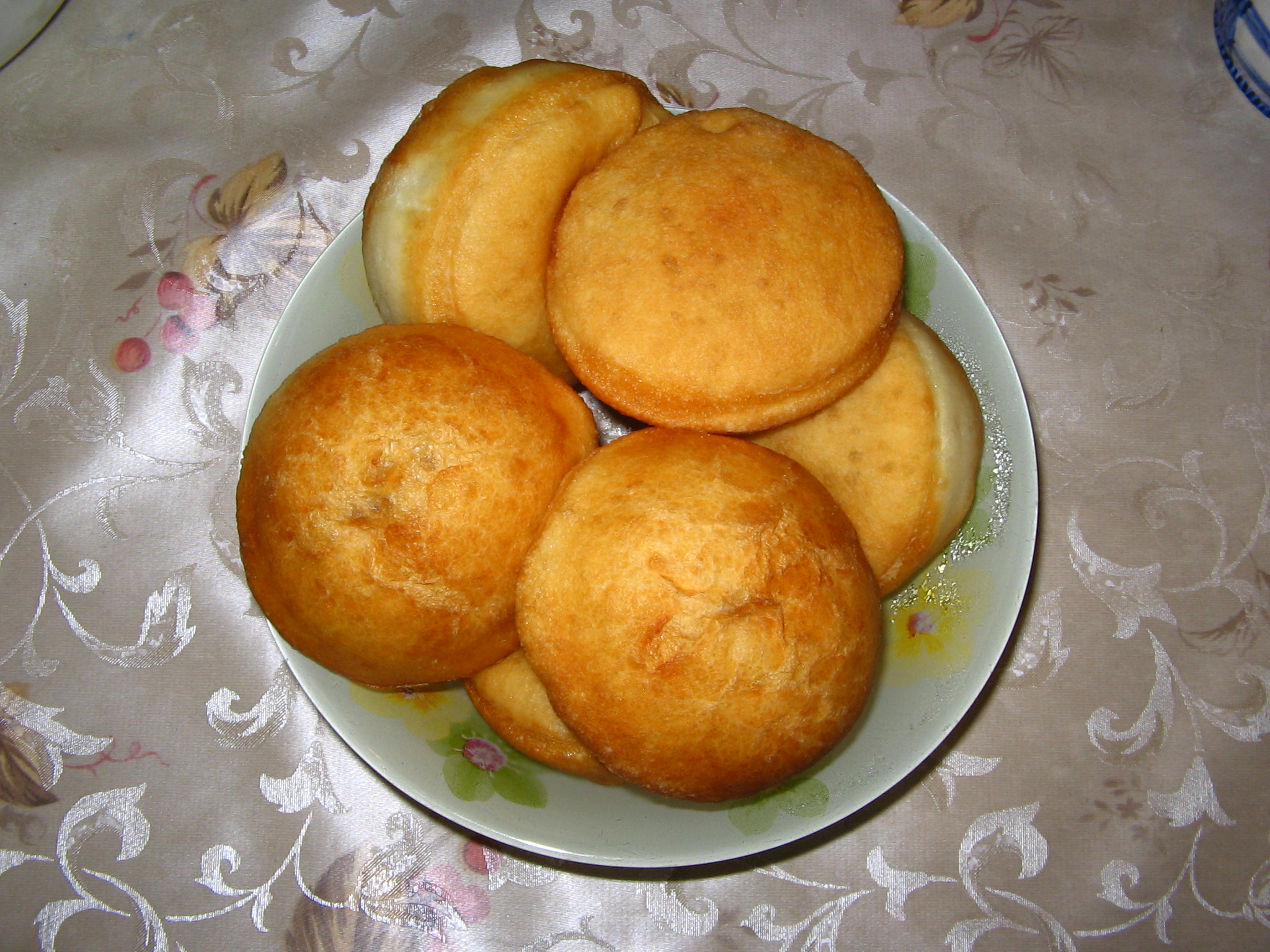
Boortsog kazakhs

Per a fer els boortsog s'aplana la massa i es talla a trossets. A Mongòlia els trossets es dobleguen i es nuen en formes diverses abans de fregir. També a Mongòlia, el greix de xai que es fa servir per fregir els boortsog els dona un gust característics, si bé també es poden fregir amb oli vegetal.
Els boortsog es mengen soving com unes postres, amb sucre, mantega o mel. Els mongols en mengen tradicionalment com acompanyament del te.